# کاستلنووو سریویا
کاستلنووو سریویا (به ایتالیایی: Castelnuovo Scrivia) یک کومونه در ایتالیا است که در استان آلساندریا واقع شده‌است.

## خصوصیات
کاستلنووو سریویا ۴۵٫۴ کیلومترمربع مساحت و ۵٬۵۰۸ نفر جمعیت دارد و ۸۲ متر بالاتر از سطح دریا واقع شده‌است.